# Otakar Trhlík

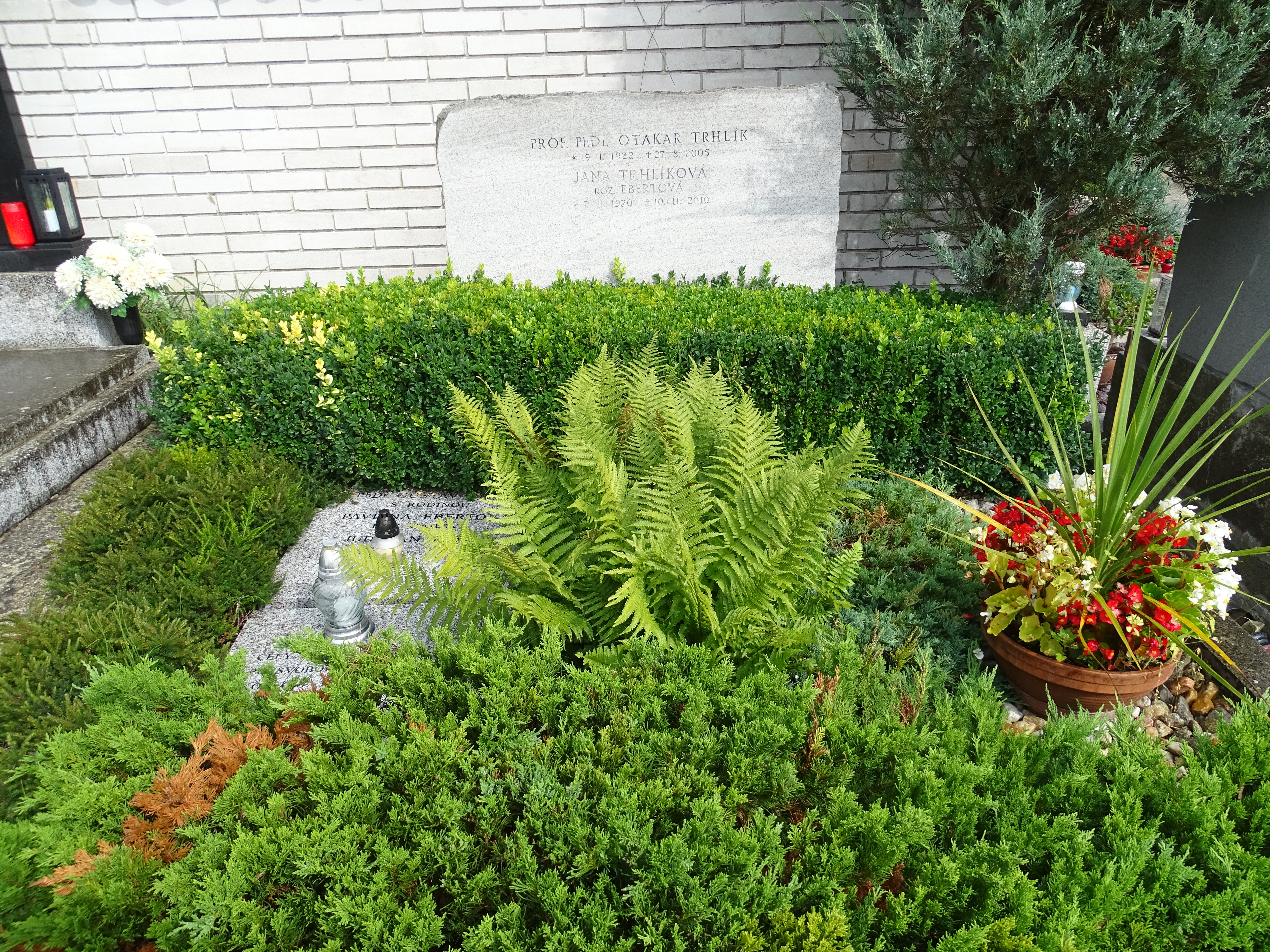
Het graf van Otakar Trhlík in Kunštát

Otakar Trhlík (Brno, Tsjechië, 19 januari 1922 – Brno, 26 augustus 2005) was een Tsjechisch dirigent en muziekpedagoog.

## Leven
Na zijn gymnasiumopleiding studeerde hij aan de Janáček Muziekakademie (Janáčkova akademie muzických umění Brno) te Brno orkestdirectie en compositie. In 1943 wisselde hij aan het Conservatorium te Praag en studeerde bij Pavel Dědeček. In 1947 gradueerde hij aan het conservatorium.
Trhlik werd assistent van Václav Talich bij het Tsjechisch Kamerorkest (Českého komorního orchestru). Van 1948 tot 1962 was hij dirigent van het orkest van de opera aan het Staatstheater Ostrava. Van hier ging hij naar Brno terug, waar hij zijn studie in muziekwetenschappen aan de universiteit afsloot. Hij trad in dienst van de Radio en was vanaf 1956 dirigent van de Staats Philharmonie van Brno. Later ging hij naar Bratislava waar hij in 1962 chef-dirigent van het Radiosymfonieorkest werd. 
Trhlik was ook in het buitenland welbekend. Hij dirigeerde in vrijwel alle Europese Staten, in de Verenigde Staten, in Japan en Australië. Totaal in 24 staten. Buitengewoon succes oogstte hij tijdens zijn optreden in 1963 in de voormalige Sovjet-Unie toen hij twee galaconcerten dirigeerde bij de toenmalige Leningrader Philharmonie. 
Onder zijn leiding worden talrijke lp's en cd's opgenomen, waarvan de Sinfonie in A-groot van Jan Václav Antonin Stamic met Praager Symfoniker in 1962 met de Extraprijs van de Parijse Charles-Cros-Academie bekroond werd. 
Vanaf 1968 tot 1986 was hij muzikal leider van de Janáček Philharmonie in Ostrava. Bovendien was hij docent voor orkestdirectie aan de Janáček Muziekakademie (Janáčkova akademie muzických umění Brno) in Brno. 
- Bibliothèque nationale de France: cb14234159k (data)
- Gemeinsame Normdatei: 135109612
- International Standard Name Identifier: 0000 0000 6308 8872
- Library of Congress Control Number: n81125414
- Nationale Bibliotheek van Letland: 000335570
- MusicBrainz: 893b7d46-4146-43ba-a4e1-6a1315487a2f
- Nationale Bibliotheek van Tsjechië: jk01140095
- Nationale Bibliotheek van Israël: 987007342381005171
- Virtual International Authority File: 14984873
- WorldCat: E39PBJgd6VpKKpxpv7P7fR384q